# Glossario del football americano

## 0-9
1-99i numeri delle maglie usabili dai giocatori. Nella NCAA la scelta è libera, mentre nella NFL esiste un preciso sistema di numerazione, a seconda del ruolo:
- 1 - 19 quarterback, punter e kicker
- 10 - 19 wide receiver e tight end (dal 2004)
- 20 - 49 runningback e defensive back
- 40 - 49 wide receiver e tight end; linebacker (dal 2015)
- 50 - 59 defensive lineman (dal 2010)
- 50 - 69 center
- 60 - 79 defensive lineman e offensive lineman
- 80 - 89 wide receiver e tight end
- 90 - 99 defensive lineman e linebacker

3-3-5 (difesa)variante della formazione Nickel con 3 uomini di linea (1 NT & 2 DE), 3 linebacker (1 MLB & 2 OLB), e 5 defensive back (3 CB, 1 SS & 1 FS) per coprire meglio le tracce dei ricevitori e la zona difensiva profonda. È anche chiamata 3-3 stack.
3-4 (difesa)formazione con 3 uomini di linea (1 NT & 2 DE) e 4 linebacker (2 ILB & 2 OLB).
4-3 (difesa)formazione con 4 uomini di linea (2 DT & 2 DE) e 3 linebacker (1 MLB & 2 OLB).
46 (difesa)variante della difesa 4-3 in cui 3 defensive back (2 CB & 1 SS) si schierano sulla linea di scrimmage e il solo strong safety rimane arretrato. È stata inventata dal coach della difesa Buddy Ryan dei Chicago Bears, nel 1985.
5-2 (difesa)vedi 50 (difesa).
50 (difesa)un tempo popolare ma oggi rara da vedersi nella NFL, è una formazione con 5 uomini di linea (1 NT, 2 DT & 2 DE) e 2 linebacker, conosciuta anche come 5–2 oppure come Oklahoma Defense. Usata prevalentemente dalle squadre di High School (l'istruzione secondaria negli USA) per contrastare le corse centrali se la linea non ce la fa a chiudere i varchi con 3 – 4 giocatori.

## A
AFCsigla di American Football Conference, una delle due conference (raggruppamenti di squadre) della National Football League. Fu costituita prima della stagione del 1970 con le squadre provenienti dall'American Football League (AFL) quando quest'ultima si fuse con la NFL.
AFLsigla di American Football League, una lega professionistica statunitense di football americano che è stata attiva dal 1960 al 1969 per poi confluire nella sua principale concorrente, la National Football League.
AIFAacronimo di Associazione Italiana Football Americano, è stata una associazione sportiva attiva dal 1981 al 1987, che organizzava, gestiva e promuoveva i campionati di football americano in Italia. La partita finale del torneo era chiamata Superbowl sulla falsariga della finale del campionato professionistico USA.
Arbitronelle partite di football americano professionistico gli arbitri in campo sono sette; nell'arena football ed in altre categorie inferiori il loro numero può variare. Gli arbitri di football sono usualmente chiamati referee, ma ognuno di essi ha una denominazione propria in base al ruolo ed alla posizione in campo:
- referee
- head linesman
- line judge
- umpire
- back judge
- side judge
- field judge

Arena footballvedi Football a 8.
Assistant coachè un allenatore specializzato in un'area specifica della squadra e che lavora in base alle indicazioni del capo allenatore e sotto la sua supervisione.
Attempttraducibile letteralmente con tentativo, è lo sforzo dell'attacco nel guadagnare terreno di gioco ed eventualmente segnare punti. Il tentativo di passaggio è detto pass attempt, quello di corsa carry, quello di calcio semplicemente kick.
Audibleun gioco chiamato a viva voce dal quarterback sulla linea di scrimmage per modificare o sostituire del tutto il gioco già deciso e comunicato ai compagni di squadra nell'huddle.
Automatic first downletteralmente primo down automatico, è una particolare sanzione che viene assegnata dal capo arbitro alla difesa, quando commette una serie di falli ripetuti. L'attacco beneficia di altri 4 tentativi per conquistare le 10 yard.

## B
Backgiocatore che occupa una posizione dietro la linea offensiva o difensiva. In attacco: quarterback, runningback, tailback, fullback e halfback. In difesa: linebacker e defensive back, questi ultimi a loro volta divisi in cornerback e safety.
Backupun giocatore di riserva.
Backward passtraducibile letteralmente con passaggio all'indietro, cioè un passaggio lanciato all'indietro o lateralmente. Non ci sono limiti al numero di questi passaggi o alla posizione in campo da cui possono essere effettuati, ma sono molto meno frequenti dei passaggi in avanti (forward pass).
Blitzuna manovra difensiva in cui un difensore, in genere un linebacker, esegue la penetrazione nel campo avversario. Può essere effettuato anche da un defensive back.
Bloccotraduzione di blocking e detto anche interference o running interference, è un'azione con cui un giocatore offensivo ostruisce il movimento di un avversario con il proprio corpo, per proteggere il portatore di palla e favorire lo sviluppo del gioco della propria squadra. Deputati al blocco sono gli uomini della linea d'attacco, ma anche il fullback e il tight end eseguono spesso questa azione.
Blockingvedi Blocco.
Bombatermine gergale italiano, indica un passaggio nella zona difensiva profonda, lungo più di 30 yard.
Bootlegun gioco offensivo in cui il quarterback finge il passaggio alla mano ad un altro giocatore, per poi correre lui stesso in direzione opposta; anche conosciuto come scramble.
Bump and runtraducibile letteralmente con colpisci e corri, è una tecnica difensiva a disposizione del cornerback, che secondo il regolamento può avere un contatto fisico con il wide receiver entro le prime 5 yard difensive, e viene usata per disturbare l'attaccante e fargli perdere il tempo nel sincronismo traccia/braccio con il quarterback.
Byesettimana di riposo in cui un team non gioca. Durante la stagione regolare fatta di 18 settimane, ogni team ha una settimana di riposo. Le prime due squadre di ogni conference hanno diritto al bye saltando così il primo turno del playoff.

## C
Cabbreviazione usata per indicare il ruolo di center traducibile in italiano con centro.
CFLsigla anglosassone di Canadian Football League, la massima lega professionistica di football canadese, una variante del football americano.
Campo di giocoil campo regolamentare è lungo 100 yard (91,44 m) più le 2 aree di meta di 10 yd ciascuna, per una lunghezza totale di 120 yd (109,73 m), e largo 53 1/3 yd (48,74 m); la lunghezza è scandita da una doppia serie di tacche nella parte centrale, chiamate hashmarks. Le misurazioni statistiche delle azioni di gioco, pertanto, sono espresse in yard. Il fondo può essere sia in erba naturale che sintetica. Alle due estremità sono situate le due porte, a forma di U, che servono per i calci piazzati: in tutti i campionati l'altezza dal suolo della traversa della porta è di 10 piedi (3,05 m), mentre lo spazio fra i pali è largo 18 piedi e 6 pollici (5,64 m) nella NFL e nella NCAA, e 23 piedi e 4 pollici (7,11 m) nel campionato delle high school (la scuola secondaria); l'altezza minima dei pali dall'angolo con la traversa è di 20 piedi (6,1 m).
Catchtraducibile letteralmente con presa, è la presa al volo della palla da parte del ricevitore su lancio del quarterback, in altre parole la ricezione.
Catch (The)nella cultura sportiva statunitense, The Catch ovvero La Ricezione per antonomasia, è stata quella che ha prodotto il touchdown della vittoria per i San Francisco 49ers contro i Dallas Cowboys nella finale della NFC disputata il 10 gennaio 1982 al Candlestick Park di San Francisco. Lancio spettacolare di Joe Montana per Dwight Clark a 51 secondi dal termine della partita.
CBabbreviazione usata per indicare il ruolo di cornerback.
Challengecontestazione da parte di un allenatore di una chiamata arbitrale per richiedere di rivedere l'azione al replay per eventualmente far cambiare la decisione presa agli arbitri. Le challenge sono limitate a una o due a partita e, in caso di decisione confermata, fanno consumare un timeout alla squadra che l'ha richiesta.
Centerabbreviato con la sigla C negli schemi di gioco, letteralmente traducibile con centro, è il giocatore centrale della linea d'attacco essenziale che è composta da 5 giocatori (ai lati del centro, si allineano due guardie e due tackle), ed è quello che dà il via all'azione offensiva passando la palla al quarterback alla mano o con un passaggio da 5 - 10 yard (gesto e schema detto shotgun), oppure passando la palla al kicker per una segnatura da 1 o 3 punti, o al punter per un calcio di alleggerimento. Il centro deve anche essere un buon bloccatore, sia quando agisce da vertice della tasca a protezione del quarterback che quando blocca per spostare l'uomo della linea difensiva suo diretto avversario ed aprire un varco per lo sfondamento centrale del runningback.
Centrovedi Center.
Cheerleadertalvolta tradotto con ragazze pon pon nella stampa italiana, sono le ragazze che incitano il pubblico e performano coreografie nelle sideline durante l'incontro e al centro del campo durante l'intervallo delle partite. Alcune cheerleader sono diventate stelle dello spettacolo.
Cheerleadingè il termine che indica lo sport nato negli USA attorno al 1880, che combina coreografie composte da elementi di ginnastica, danza e acrobazia, per concorrere a gare specifiche e per incoraggiare le squadre sul campo di gioco, durante le partite e nell'intervallo.
Chip shottermine gergale mutuato dal golf, che indica un field goal calciato da distanza ravvicinata, 25 yard o meno dalla goal line.
tipo di blocco effettuato da un giocatore dell'attacco che consiste nel bloccare al di sotto della vita un avversario già impegnato da un altro blocco.
Clippingfallo chiamato per un blocco nel quale il giocatore bloccato è colpito alla schiena, all'altezza della vita o sotto la vita. La penalità sanzionata alla squadra del giocatore che ha commesso il fallo è la perdita di 15 yard di terreno. Altri contatti portati alla schiena sono sanzionati con 10 yard di penalità.
Coachallenatore.
Coaching staffl'insieme degli allenatori e degli assistenti di una squadra, diretto dall'head coach (capo allenatore); di grado immediatamente inferiore sono il defensive coordinator (allenatore della difesa) e l'offensive coordinator (allenatore dell'attacco), a seguire gli assistenti di aree più specialistiche (come gli special team) e dei singoli ruoli.
Conferenceognuno dei due raggruppamenti di squadre in cui è divisa la NFL, che derivano dalle leghe professionistiche antagoniste negli anni '60 (la NFL e la AFL): American Football Conference (AFC) e National Football Conference (NFC).
Conversione alla manovedi Trasformazione da due punti.
Conversione da 2 puntivedi Trasformazione da due punti.
Conversione da 1 puntovedi Extra point.
Conversione su calciovedi Extra point.
Coordinatorun assistente allenatore. I due coordinator più importanti sono il defensive coordinator (allenatore della difesa) e l'offensive coordinator (allenatore dell'attacco).
Cornerbackabbreviato con la sigla CB negli schemi di gioco, è il difensore che marca stretto il ricevitore posizionato ad un lato del campo (in posizione di split end oppure di flanker), e fa parte del pacchetto di difensori detti defensive back. Deve possedere qualità atletiche come agilità e velocità, e può ostacolare la corsa del ricevitore anche usando le mani per spingerlo, ma solo entro le prime 5 yard difensive: dopo tale distanza dalla linea di scrimmage, egli non può toccare l'avversario fino alla eventuale ricezione ma solo seguirlo e tentare di ostacolarne la presa oppure intercettare il pallone. Se il cornerback perde il contatto con il suo ricevitore su una traccia profonda per l'abilità dell'attaccante, la marcatura diventa compito del free safety (equiparabile al libero nel calcio). Eccezionalmente può partecipare al placcaggio del runningback, ma a rischio della propria incolumità fisica siccome è tipicamente meno robusto dei suoi compagni di reparto e veste una divisa meno imbottita per non ostacolarne l'agilità nella corsa e nei movimenti.
Counterazione di corsa che prevede il movimento del runningback nella direzione opposta a quella prevista al fine di depistare la difesa avversaria. Solitamente in una counter il runningback inizia a muoversi nella direzione opposta a quella prevista dal gioco, e una volta ricevuto l'handoff dal quarterback si gira di 90 gradi e prosegue nella direzione opposta.
Covertraducibile letteralmente con copertura, è la marcatura dei ricevitori eleggibili che può essere eseguita a uomo oppure a zona.
Crackback blocktipo di blocco (attualmente considerato illegale) effettuato sotto la vita da un giocatore d'attacco che abbia lasciato la zona attorno alla linea di scrimmage o non vi fosse stato presente al momento dello snap. Questo blocco è considerato illegale anche se effettuato nella zona concessa da un giocatore che l'abbia lasciata per poi ritornarvi.

## D
DBabbreviazione usata per indicare il ruolo di defensive back.
DEabbreviazione usata per indicare il ruolo di defensive end.
Dead balltraducibile letteralmente con palla morta, è la palla non più giocabile poiché l'azione è terminata con l'atterramento del portatore.
Defensive backabbreviato con la sigla DB negli schemi di gioco, è il termine che indica i giocatori del pacchetto difensivo che si occupano anzitutto di marcare i ricevitori e vegliare sulla zona media e profonda della difesa. I ruoli dei defensive back si differenziano a seconda della posizione in campo e dell'avversario da marcare, e sono: cornerback (marcano i wide receiver e stanno tipicamente ai lati del campo), strong safety (il più robusto, marca il tight end e sta nella medio-zona difensiva), e free safety (equiparabile al libero nel calcio, è il più arretrato e agisce in copertura delle falle difensive quale ultimo baluardo prima della end zone). I defensive back possono partecipare anche al placcaggio del runningback. Ricapitolando i back difensivi:
- cornerback
- strong safety
- free safety

Defensive endabbreviato con la sigla DE negli schemi di gioco, indica i giocatori che si posizionano ai lati della linea difensiva e di fronte agli offensive tackle della linea avversaria. Sono tipicamente due, e vengono schierati nella difesa 3-4. I defensive end, oltre ad una notevole forza fisica necessaria a chiudere i varchi di competenza ed impedire lo sfondamento centrale del runningback, devono possedere uno scatto significativo, utile a penetrare o ad aggirare la linea offensiva per tentare il sack del quarterback diretto oppure dal lato cieco, una delle azioni più spettacolari e più redditizie del football americano, che può causare la perdita del pallone (fumble) specie quando il quarterback non vede arrivare il difensore alle sue spalle.
Defensive linemanabbreviato con la sigla DL negli schemi di gioco, indica genericamente i giocatori che formano la linea difensiva. Essi vengono schierati tipicamente nel numero di 3 (difesa 3-4) oppure 4 (difesa 4-3), più raramente la linea difensiva è composta da 5 giocatori (difesa 5-2) e cioè quando nemmeno 4 uomini riescono a contenere gli sfondamenti centrali del runningback. Le posizioni sono 5: il nose tackle che sta di fronte al centro, due defensive tackle che stanno di fronte alle guardie, e due defensive end che stanno di fronte agli offensive tackle. Devono anzitutto chiudere i varchi per le corse centrali del runningback, ma anche tentare di pressare il quarterback e disturbarne il lancio, fino a placcarlo (sack) e a fargli perdere il pallone nel placcaggio (fumble) oppure a sporcare la traiettoria del lancio per un intercetto da parte dei compagni di squadra. Alla linea difensiva possono anche aggregarsi uno o due linebacker come lineman aggiunti, immediatamente prima dell'inizio dell'azione d'attacco, per accorciare la distanza e tentare il sack del quarterback. Al contrario dei loro avversari diretti, gli uomini della linea difensiva possono anche afferrare i giocatori della linea offensiva per spostarli.
Defensive tackleabbreviato con la sigla DT negli schemi di gioco, indica i giocatori interni della linea difensiva che si posizionano vicino agli offensive guard della linea avversaria. Sono tipicamente due, e vengono schierati nella difesa 4-3. Sono tra i giocatori più grossi e pesanti del roster e il loro compito principale è quello di chiudere i varchi di competenza ed impedire lo sfondamento centrale del runningback.
Delay of gametraducibile letteralmente con ritardo di gioco, è un fallo chiamato dagli arbitri quando la squadra in possesso del pallone non riprende il gioco entro il tempo concesso per eseguire l'huddle, prendere posizione sul campo e snappare, e comporta una penalità pari a 5 yard di arretramento. Il tempo viene misurato con il play clock.
Divelo sfondamento centrale del runningback che, ricevuta la palla alla mano (handoff) dal quarterback, corre attraverso le linee.
Divisionognuno dei raggruppamenti macro-regionali di squadre in cui è divisa una conference della NFL.
DLabbreviazione usata per indicare il ruolo di defensive lineman.
Downognuno dei tentativi a disposizione della squadra di attacco per percorrere le 10 yard necessarie al mantenimento del possesso del pallone.
Driveserie di azioni consecutive in cui una stessa squadra è in possesso di palla e attacca.
Drawè un'azione in cui si finge un passaggio e si effettua una corsa. L'obiettivo è di indurre la difesa ad aumentare le coperture sui ricevitori e il pass rush nella zona difensiva media e profonda, liberando così la linea di scrimmage e agevolando la corsa del runningback.
DTabbreviazione usata per indicare il ruolo di defensive tackle.

## E
Edge rusherun giocatore difensivo il cui ruolo principale nei passaggi è quello di fare pressione sul quarterback dal limite della linea offensiva. Giocatori considerati edge rushers sono difensivi finali nelle difese 4-3 e linebacker esterni nelle difese 3-4.
EFAFacronimo di European Federation of American Football (in lingua italiana: Federazione Europea di Football Americano), è l'organo amministrativo, organizzativo e di controllo del football americano in Europa. Ha sede a Francoforte, in Germania. Tutte le federazioni nazionali europee con più di cinque squadre possono farne parte.
Eligible receivertraducibile letteralmente con ricevitore eleggibile, è un giocatore che può toccare (ricevere o intercettare) il pallone lanciato in avanti. Tutti i giocatori della difesa sono eleggibili, ma non tutti i giocatori dell'attacco lo sono, ed in particolare: sulla linea di scrimmage sono eleggibili solo i due giocatori offensivi più esterni, non lo sono gli uomini della linea né altri intermedi (motivo per il quale alcuni ricevitori si posizionano dietro la linea, come il flanker e lo slot back); i back sono tutti eleggibili. Se il pallone lanciato in avanti viene toccato da un avversario, automaticamente tutti i giocatori in campo diventano eleggibili.
Encroachementazione irregolare che si verifica quando un giocatore di linea tocca accidentalmente un avversario prima dello snap. È punita con l'arretramento di 5 yards
End aroundazione nella quale il ricevitore corre parallelamente alla linea di scrimmage prima dello snap, poi riceve la palla dal quarterback con un handoff e continua la corsa girando attorno alla linea d'attacco sul lato opposto a quello da cui è partito.
End zonele zone finali del campo, dove realizzare il touchdown o determinare un safety. Ciascuna end zone è larga quanto il lato corto del campo (53 1⁄3 yard) ed è profonda 10 yard.
Extra pointil punto addizionale al touchdown, detto anche conversione da 1 punto, conversione su calcio oppure trasformazione da 1 punto, trasformazione su calcio, da tentare con un calcio piazzato che viene snappato dal long snapper sulla linea delle 15 yard offensive.

## F
Face maskla griglia metallica che è parte del casco del giocatore, e protegge il viso.
Face mask (fallo)azione proibita in cui un giocatore afferra un avversario per la griglia posta davanti al casco, tipica del confronto tra le linee di attacco e difesa. Essendo molto pericoloso per il collo del giocatore che lo subisce, il gesto viene punito con una penalità da 15 yard.
Fair catchtraducibile letteralmente con presa franca, è l'azione del giocatore che si appresta a ricevere un punt o un kickoff (il kick returner) che segnala chiaramente alla crew arbitrale di non voler effettuare il ritorno del pallone dopo averlo preso al volo, in genere agitando una mano sopra la testa. Da quel momento egli non può essere toccato dagli avversari, che altrimenti subiscono una penalità. Nel caso di presa al volo effettuata, la palla viene considerata morta (dead ball) cioè il gioco viene fermato, ma il fair catch non viene considerato valido se il giocatore che lo ha segnalato non riesce a ricevere al volo, ed in questo caso la palla viene considerata viva e l'azione continua. Generalmente il fair catch viene invocato quando il kick returner si rende conto che non ha il tempo e/o lo spazio necessario per ritornare la palla prima di subire un placcaggio, e non vuole correre il rischio di incorrere in un fumble per un guadagno di terreno misero o nullo.
False Startazione proibita nella quale un giocatore d'attacco (che non sia un center) si muove - anche di pochi centimetri - prima dello snap. È punito con un arretramento di 5 yards, ma viene mantenuto lo stesso down durante il quale il false start si è verificato; nei (rari) casi in cui il giocatore d'attacco superi addirittura la linea di scrimmage, anziché il false Start, gli arbitri chiamano l'offside, che  ha, comunque, le stesse conseguenze.
FBabbreviazione usata per indicare il ruolo di fullback.
FGabbreviazione usata per indicare il field goal.
FIAFacronimo di Federazione Italiana American Football, è stata una federazione sportiva, naturale continuazione della Associazione Italiana Football Americano (AIFA), attiva dal 1988 al 2000 ed affiliata al CONI fino al 2000, che si occupava della organizzazione e della gestione dei campionati di football americano in Italia. Dal 2002 con la sigla NFLI ha condotto l'organizzazione del Football americano in Italia fino al 2008. Dal 2015 è attiva la continuazione di AIFA-FIAF-NFLI con la costituzione di AIFA/IAAFL.
FIDAFacronimo di Federazione Italiana di American Football, è l'organismo di governo del football americano in Italia; affiliata alla IFAF e in precedenza alla EFAF (chiusa nel 2014 e sostituita dalla IFAF Europe), è una federazione sportiva associata al CONI dal 17 dicembre 2010. La FIDAF ha giurisdizione sull'attività nazionale (campionato maschile e femminile) e internazionale (la Nazionale italiana).
Field goalsegnatura da 3 punti, eseguita con un calcio piazzato. L'holder riceve il pallone dal long snapper e lo ferma a terra per il calcio del placekicker (detto anche kicker).
Flea Flickeril termine indica il movimento effettuato da un cane per liberarsi dalle pulci (flea). Consiste in un'azione trucco che è un'estensione della play action. In tale azione il QB cede la palla al RB che inizia a correre per poi ritornare la palla al QB che effettuerà il lancio. Poco usata perché richiede molto tempo per essere effettuata e consente alla difesa di rispondere.
Football a 8denominata anche indoor football oppure arena football poiché praticata su campi al coperto, è una disciplina sportiva affine al football americano. Si differenzia per il ridotto numero di giocatori in campo e per le ridotte dimensioni del terreno di gioco, oltre che per alcune modalità di segnatura.
Football canadeseuna variante del football americano, praticata in Canada. Le regole promuovono il ricorso al gioco aereo ed esaltano la spettacolarità: le partite sono giocate da 12 atleti per squadra, su un campo lungo 110 yard più le end zone e largo 65 yard, quando una squadra è in fase di attacco ha a disposizione solo 3 tentativi per avanzare di 10 yard e conquistare il primo down, il tempo per ricominciare il gioco è ridotto. La massima lega professionistica di questo sport è la Canadian Football League (CFL, sigla francese: LCF).
Formazione a Ivedi I formation.
Francise playergiocatore che è sia il migliore del roster sia quello attorno al quale è costruita la squadra per i prossimi anni. Il termine è usato in tutti gli sport professionistici nord americani, ma nel football, vista l'importanza del ruolo in campo che per la sua maggiore visibilità mediatica, usualmente è riferito al quarterback, tanto da parlare di francise quarterback.
Fullbackil più massiccio dei runningback che si schierano dietro il quarterback, tipicamente è il primo alle spalle del regista offensivo nella I formation (formazione a I). Oltre a correre portando la palla attraverso le linee (dive) si occupa di bloccare per aprire la strada al più agile halfback oppure per proteggere il quarterback partecipando alla tasca.
Future contractcontratto che ha efficacia solo dal primo giorno della nuova stagione (di solito il 15 marzo). In questo modo il contratto non peserà sul salary cap o sul limite di giocatori inseribili nel roster della stagione in corso e il giocatore, che sarà inserito nell'apposita lista reserve/future contract non potrà firmare nel frattempo con nessun'altra squadra.

## G
Gabbreviazione usata per indicare il ruolo di guard, traducibile letteralmente con guardia, più correttamente detto offensive guard (nella linea difensiva il difensore corrispettivo è il defensive tackle).
Gaptraducibile letteralmente con spazio vuoto, è lo spazio tra due giocatori della linea d'attacco, utile per i blitz dei linebacker. I gap sono identificati da numeri oppure da lettere dell'alfabeto latino (dalla A in avanti) negli schemi di gioco.
Gioco aereoun'azione basata sul lancio del quarterback per uno dei ricevitori eleggibili. Per estensione, la strategia offensiva aerea di una squadra.
Gioco alla manoun'azione basata sulla corsa del portatore di palla.
Goal linela linea trasversale e parallela al lato corto del campo, che separa la end zone dalla parte di campo utile per sviluppare le azioni.
Goaltendingazione effettuata durante un tentativo di field goal in cui un giocatore, nei pressi della porta tenta di deviare la palla per impedire o favorire la segnatura.
Gridiron footballè un termine alternativo con il quale viene chiamato il football americano nei Paesi anglosassoni; gridiron è la griglia metallica usata per cuocere la carne all'aperto, e si riferisce alle linee tracciate nel mezzo del campo, che scandiscono le yard tra le end zone.
Guardvedi Offensive guard.
Guardiavedi Guard.

## H
Habbreviazione usata per indicare il ruolo di holder.
Hail Mary passletteralmente traducibile con passaggio dell'Ave Maria, indica il lancio eseguito in profondità dal quarterback all'ultimo secondo e con molte yard da fare per segnare il touchdown o chiudere il drive. In altre parole, un passaggio della disperazione la cui riuscita è, come dire, un atto di fede, e tuttavia azioni di questo genere hanno talvolta risolto le partite, anche importanti. Il termine ebbe origine negli anni 30 del ventesimo secolo nel circolo delle università cattoliche del college football ma fu poi fatto conoscere all'ampio pubblico dal QB Roger Staubach dei Dallas Cowboys, che dichiarò di avere recitato un'Ave Maria e quindi gli riuscì un'azione di questo genere in una partita dei play-off della NFC nel 1975, disputata contro i Minnesota Vikings; quell'incontro è ricordato come l'Hail Mary game.
Halfbackrunningback agile e veloce, che tipicamente performa le corse laterali, aggirando la linea offensiva e protetto dal fullback. Nella formazione a I si postura alle spalle del fullback.
Hall of Fame Italyè la hall of fame del campionato italiano di football americano, istituita nel 2006 e sospesa nel 2008 a causa della scissione federale e dello sdoppiamento del campionato.
Handoffpassaggio alla mano effettuato dal quarterback ad un compagno, solitamente un runningback ma il beneficiario può anche essere un ricevitore nell'azione detta end around, che poi effettuerà una corsa. La palla viene consegnata tra le braccia del compagno e all'altezza dell'addome.
Hash markso, in lingua italiana, linee di taglio (anche se è più diffusa la dizione inglese). Si tratta delle due serie di tratti orizzontali e marcati con il colore bianco, che attraversano il settore centrale del campo da gioco per tutta la dimensione compresa tra le due end zone, e scandiscono le singole yard. Delimitano la zona di campo da cui inizia ogni azione e nella quale si posizionano e fronteggiano le linee di attacco e difesa.
HBabbreviazione usata per indicare il ruolo di halfback.
Head coachil capo-allenatore della squadra, supervisore del lavoro degli assistenti (tra questi, i primi sono il defensive coordinator e l'offensive coordinator).
Heisman Trophyforma abbreviata per Heisman Memorial Trophy (conosciuto colloquialmente come Heisman Trophy o the Heisman) è un premio assegnato annualmente al miglior giocatore di football universitario della stagione NCAA.
Holderil giocatore che riceve la palla direttamente dal long snapper (un centro specializzato nel passaggio lungo) e la posiziona a terra per essere calciata dal kicker in un tentativo da 1 punto (extra point) o 3 punti (field goal). Nella maggior parte dei casi, egli è il punter della squadra, ma la mansione può essere sbrigata dal quarterback di riserva per fintare il field goal e avanzare il pallone con un lancio o una corsa, tentando di chiudere il quarto down.
Holetraducibile letteralmente con buco, è lo spazio tra due giocatori della linea di difesa, che può essere usato dal runningback nello sfondamento centrale. Gli hole sono identificati da numeri oppure da lettere dell'alfabeto latino (dalla A in avanti) negli schemi di gioco.
Huddleraggruppamento della squadra in attacco prima di iniziare l'azione di gioco, in cui il quarterback comunica ai compagni lo schema da attuare ed eventuali variazioni da applicare nella situazione specifica.
Hurryil lancio affrettato del quarterback pressato dalla difesa (vedi Pass rush), eseguito prima che i ricevitori abbiano completato le tracce.

## I
I formationtipo di schieramento classico della squadra in attacco in cui i running back (1 FB & 1 HB) si schierano in fila indiana dietro al quarterback (da cui il nome). Gli altri giocatori eleggibili per la ricezione sono il tight end e due ricevitori opposti, in posizione di split end e flanker. È uno schieramento tra i più usati nel football americano e il suo concepimento risale ai primi anni '50, e ne esistono diverse varianti.
Iardavedi Yard.
IFAFacronimo di International Federation of American Football (in lingua italiana: Federazione Internazionale di Football Americano), è la federazione sportiva che si occupa del football americano a livello mondiale. Ha sede a La Courneuve, in Francia.
IFLsigla di Italian Football League, è una lega sportiva che organizza l'omonimo campionato di football americano. La lega è nata a Bergamo a dicembre del 2007, e il suo obiettivo è la promozione del football americano in Italia a livello di club. Tra le mansioni operative, c'è la programmazione dell'attività agonistica delle squadre e l'organizzazione del campionato, con l'autorizzazione della FIDAF.
ILBabbreviazione usata per indicare la posizione di inside linebacker.
Indoor footballvedi Football a 8.
Inside linebackertermine che indica la posizione di gioco di ciascuno dei due linebacker che nella difesa 3-4 presidiano la zona centrale, dietro la linea difensiva.
Intentional groundingletteralmente atterramento volontario (della palla), azione illegale in cui il quarterback lancia volontariamente un passaggio non ricevibile per liberarsi del pallone, tipicamente con l'intenzione di evitare un sack.
Intercettoazione di gioco difensiva in cui un difensore cattura il lancio del quarterback avversario conquistando così il possesso della palla per la propria squadra.

## K
Kabbreviazione usata per indicare il ruolo di kicker.
Kickertraducibile letteralmente con calciatore e detto anche placekicker, è lo specialista che si occupa di eseguire i calci piazzati nei tentativi di segnatura tra i pali (extra point, field goal). Solitamente, si occupa anche di eseguire i calci all'inizio del tempo e dopo una segnatura, detti kickoff.
kickoffil calcio con cui inizia la partita o con cui viene ripreso il gioco dopo un field goal realizzato, un touchdown o nel terzo quarto della partita.
KRabbreviazione usata per indicare il ruolo di kick returner.
Kick returneril giocatore che si occupa della ricezione dei calci piazzati, e di correre portando la palla verso la end zone avversaria. Può anche scegliere di non ritornare il calcio, toccando terra con il ginocchio o facendo un cenno all'arbitro competente.

## L
LBabbreviazione usata per indicare il ruolo di linebacker.
LCFsigla francese di Ligue canadienne de football, vedi CFL.
LGabbreviazione usata per indicare la posizione di guardia sinistra (left guard).
LIFacronimo di Lega Italiana Football, è stato il primo tentativo di organizzare un campionato di football americano in Italia, nella seconda metà degli anni '70. La lega venne ideata e diretta da Bruno Beneck, al tempo anche presidente della Federazione Italiana Baseball Softball.
Linea di scrimmagela linea trasversale immaginaria, parallela al lato corto del campo, che passa attraverso il pallone all'inizio dell'azione e delimita le aree del campo in cui prendono posizione i giocatori dell'attacco e quelli della difesa. Prima che l'azione abbia inizio (con uno snap alla mano, uno shotgun, un calcio) i giocatori non possono invadere l'area in cui sono disposti gli avversari. Non è possibile passare in avanti il pallone se il giocatore che lo possiede ha i piedi oltre la linea di scrimmage, ma solo indietro.
Linebackertraducibile letteralmente con colui che sta dietro la linea ed abbreviato con LB negli schemi di gioco, è un ruolo difensivo del football americano e del football canadese inventato nel 1904 dall'uomo di linea Germany Schulz dell'Università del Michigan, quando ebbe l'intuizione di arretrare la propria posizione di qualche iarda, allora una novità assoluta; l'allenatore Fielding H. Yost dapprima bocciò l'idea, ma poi si ravvedette e la utilizzò nei suoi schemi. I linebacker sono membri della squadra difensiva e prima dello snap si posizionano alle spalle e ai lati della linea difensiva, tipicamente in postura su due punti di appoggio (two point stance) cioè sui soli piedi (gli uomini di linea usano posture con 3 o 4 punti di appoggio sul terreno, utilizzando le mani). Sono i giocatori più temuti della difesa, in quanto sono considerati l'ideale proporzione tra massa, forza, cattiveria, velocità e capacità atletiche in generale. Si dividono in outside linebacker (OLB) che stanno più esterni sui lati oppure inside linebacker (ILB), che stanno più al centro del campo, e fra gli OLB; se l'ILB è uno solo, viene chiamato middle linebacker (MLB). A seconda della formazione difensiva scelta, il loro numero può variare da 2 a 4. Ricapitolando le posizioni:
- inside linebacker
- middle linebacker
- outside linebacker

LTabbreviazione usata per indicare la posizione di tackle sinistro (left tackle).

## M
MLBabbreviazione usata per indicare la posizione di middle linebacker.
Middle linebackernella difesa 4-3, è l'unico linebacker interno e occupa la posizione centrale dietro la linea difensiva.

## N
NCAAsigla di National Collegiate Athletic Association, un'associazione che raggruppa circa 1200 istituti di istruzione superiore raggruppati in conference, organizzazioni ed individui che organizzano i programmi sportivi di college ed università negli Stati Uniti, incluso il college football.
NFCsigla di National Football Conference, una delle due conference della NFL.
NFLsigla di National Football League, è la maggiore lega professionistica nordamericana (e del mondo) di football americano, al 2022 composta da 32 franchigie di 30 città degli Stati Uniti (New York e Los Angeles sono infatti sede di due franchigie, i New York Giants e i New York Jets per la metropoli sulla costa Est, Los Angeles Rams e i Los Angeles Chargers per quella sulla costa Ovest). È il torneo sportivo professionistico per club con la più alta affluenza media di pubblico per gara nel mondo, e con il totale di spettatori più alto negli impianti sportivi.
NFL Europaè stata una lega professionistica di football americano di proprietà della National Football League (NFL), istituita inizialmente con la denominazione World League of American Football (WLAF) e con lo scopo di diffondere tale sport in Europa. La maggior parte dei giocatori provenivano dagli Stati Uniti d'America ed erano sotto contratto per le franchigie NFL, caratteristica che faceva della lega una sorta di D-League di questo sport. La prima stagione venne disputata nel 1991, e al termine della stagione 2007 ne è stata decisa la chiusura.
NIFLsigla di Northern Italian Football League, è il torneo delle squadre delle basi NATO site nell'Italia settentrionale. Il primo torneo è stato disputato nel 1977, e dall'inizio degli anni '80 vennero invitate a partecipare alcune squadre italiane.
Nose tackleconosciuto anche come nose guard, è il giocatore della linea difensiva che prende posizione di fronte al centro avversario, e deve chiudere i varchi utili per lo sfondamento centrale (dive) del runningback.
NTabbreviazione usata per indicare il ruolo di nose tackle.

## O
Offensive guardgiocatore della linea d'attacco che deve proteggere il QB partecipando alla formazione della tasca, ed aprire varchi per le corse centrali del runningback.
Offensive tacklegiocatore della linea d'attacco che deve proteggere il QB partecipando alla formazione della tasca e specialmente vegliare sul lato cieco del regista offensivo per prevenire i sack, ed aprire varchi per le corse centrali del runningback.
Offsideazione proibita nella quale un giocatore - sia egli della squadra in difesa o di quella in attacco - supera la linea di scrimmage prima dello snap; è punito con 5 yards; se il fallo da offside è commesso da un giocatore della difesa si applica, se del caso, l'automatic first down
OGabbreviazione usata per indicare la posizione di offensive guard.
OLBabbreviazione usata per indicare la posizione di outside linebacker.
Onside kickkickoff intenzionalmente calciato verso un lato del campo, invece che in profondità, per cercare la riconquista della palla da parte della squadra che effettua il calcio.
OTabbreviazione usata per indicare la posizione di offensive tackle.
Outside linebackertermine che indica ciascuno dei due linebacker che nelle difese 3-4 e 4-3 prendono posizione ai lati della linea difensiva.

## P
Pabbreviazione usata per indicare il ruolo di punter.
Palivedi Porte.
Pass interferenceletteralmente interferenza sul passaggio, azione in cui un giocatore, ad una distanza di più di 5 iarde dalla linea di scrimmage verso cui è diretto il passaggio, tocca un avversario nei pressi prima che quest'ultimo abbia toccato la palla.
Pass rushdetta anche e semplicemente pressione, indica i movimenti degli uomini di linea e dei linebacker per portare pressione al quarterback avversario. L'obiettivo è impedire al quarterback di liberarsi della palla, placcandolo, oppure di fargli forzare e magari disturbare il passaggio. Se il quarterback viene atterrato prima che si liberi dell'ovale si parla di sack; se il quarterback viene costretto ad affrettare il passaggio prima che i propri ricevitori abbiano finito di completare le tracce si parla invece di hurry; se il quarterback viene atterrato un attimo dopo aver forzato il passaggio si parla di knockdown.
Passaggio arretratovedi Pitch.
Passer ratingletteralmente valutazione del passatore, coefficiente numerico con cui si misura la prestazione di un quarterback nei lanci.
Patacronimo inglese di Point after touchdown, è la conversione (o trasformazione) del touchdown su calcio piazzato (1 punto addizionale) nel football americano, detta anche extra point; l'acronimo è usato nelle statistiche ufficiali della FIDAF e di altre federazioni e leghe professionistiche.
Pitchil passaggio arretrato eseguito a due mani, del tutto simile a quello usato nel rugby, eseguito solitamente dal quarterback ad un runningback vicino. Più raramente, il pitch viene eseguito per un wide receiver oppure da un giocatore diverso dal QB per un compagno di squadra. Contrariamente al lancio, il giocatore che porta il pallone lo può passare lateralmente oppure indietro anche se ha superato la linea di scrimmage, e può essere un espediente per proseguire l'azione e conquistare ulteriore terreno.
Placekickervedi Kicker.
Placcaggiodetto tackle nel gergo anglosassone, è l'atterramento del giocatore che possiede la palla, con l'esito di terminare l'azione nel punto in cui il giocatore è stato atterrato, oppure di fargli perdere la palla prima sia diventata una palla morta (fumble) e quindi, liberata dalla presa ma ancora in gioco, può essere recuperata dai giocatori di entrambe le squadre. Se il placcaggio viene effettuato sul quarterback è detto sack (letteralmente traducibile con sacco). Il placcaggio eseguito da un unico giocatore è detto solo, mentre quello compiuto da più elementi viene chiamato assist.
Play action passdetta anche e semplicemente play action, è un'azione di lancio in cui viene fintata una corsa, praticamente l'opposto di una draw in cui si finge un passaggio per effettuare una corsa. Dopo aver ricevuto la palla dal centro, il quarterback finge l'handoff al runningback senza in realtà effettuarlo, il running back procede senza palla fingendo di correre e attirando i difensori su di sé. Il quarterback, che deve tentare di nascondere la palla agli avversari, sfrutta le eventuali coperture lasciate libere dai difensori per trovare un ricevitore libero.
Play clockdetto anche delay-of-game timer, è il cronometro che si usa per il conto alla rovescia dei secondi a disposizione della squadra in possesso di palla per ricominciare l'azione, che sono 40 nella NFL (25 dopo alcune decisioni arbitrali), 25 nella NCAA e 20 nella CFL. Se il tempo scade prima dello snap, viene sancita una penalità di 5 yard per ritardo di gioco (delay of game).
Playbooktraducibile letteralmente con libro dei giochi, è il manuale che raccoglie tutti gli schemi difensivi e offensivi di una squadra.
Portesui due lati corti del campo di gioco sono situate le porte, a forma di U, che servono per i calci piazzati: in tutti i campionati l'altezza dal suolo della traversa della porta è di 10 piedi (3,05 m), mentre lo spazio fra i pali è largo 18 piedi e 6 pollici (5,64 m) nella NFL e nella NCAA, e 23 piedi e 4 pollici (7,11 m) nel campionato delle high school (la scuola secondaria); l'altezza minima dei pali dall'angolo con la traversa è di 20 piedi (6,1 m).
Prevent defensetattica difensiva attuata allo scadere del tempo di gioco dalla squadra in vantaggio.
Pro Bowlè l'All-Star Game della NFL, in cui si confrontano due squadre che rappresentano l'AFC e la NFC, e schierano i migliori giocatori di ciascuna conference (tra il 1971 e il 2013 è stato ufficialmente denominato AFC-NFC Pro Bowl). Per molte edizioni è stato disputato come ultima partita della stagione, nella settimana seguente il Super Bowl, ma dalla stagione 2009 viene disputato la settimana prima del Super Bowl, che è così diventato l'ultima partita della stagione. La partita, dopo aver avuto diverse sedi durante la sua storia, ha dal 1980 la sua sede fissa all'Aloha Stadium di Honolulu, nelle Hawaii. Nella stagione 2009 si è disputata eccezionalmente nello stesso stadio del Super Bowl XLIV, il Sun Life Stadium di Miami. Il 31 maggio 2016 la NFL ha però annunciato che, a partire dal 2017, il Pro Bowl verrà spostato al Citrus Bowl di Orlando.
Pro Bowlergiocatore convocato per il Pro Bowl.
Pro Football Hall of Famela hall of fame (traducibile letteralmente con salone della gloria, talvolta viene usata l'espressione arca della gloria) della NFL. È stata inaugurata a Canton in Ohio, il 7 settembre 1963, con l'introduzione di 17 personalità che hanno significativamente contribuito allo sviluppo del football americano. Le persone da introdurre sono scelte da un comitato composto da 44 persone chiamato Board of Selectors, composto per la maggior parte da giornalisti.
Puntcalcio alla mano, detto anche calcio di alleggerimento, un'opzione di gioco offensivo per il quarto down se l'attacco non è riuscito a conquistare 10 yard nelle precedenti tre azioni, ed è troppo lontano dai pali avversari per tentare la segnatura con un calcio piazzato (field goal).
Punterlo specialista che esegue il punt cioè il calcio alla mano.

## Q
QBabbreviazione usata per indicare il ruolo di quarterback.
Quarterbackè il regista offensivo della squadra, che sceglie in ultima analisi lo schema da eseguire e lo comunica ai compagni nell'huddle e può eseguire delle variazioni sulla linea, immediatamente prima dello snap con comunicazioni vocali ai compagni dette audible, e/o in azione. L'azione di attacco tipicamente inizia con il QB che riceve la palla dal centro, poi la smista al runningback, la lancia a un compagno eleggibile per la ricezione, oppure la porta egli stesso, correndo in avanti.
Quarterback sneakazione utilizzata per guadagni di poche yard in cui il quarterback si tuffa sopra la linea offensiva.
Quartouna frazione del tempo di gioco di una partita, che è semi-effettivo e suddiviso in quattro quarti da 15 minuti l'uno. Tra il secondo e il terzo quarto (tra il primo e il secondo tempo) si effettua una pausa di 15 minuti (intervallo).

## R
Rabbreviazione usata per indicare il referee, il capo arbitro, ed è stampata sulla maglia.
RBabbreviazione usata per indicare il ruolo di runningback.
Red zonela zona del campo, adiacente alla end zone, per 20 yard in lunghezza.
Refereeè l'arbitro responsabile della supervisione generale della partita e ha l'ultima parola su tutte le decisioni. Per questo motivo viene talvolta chiamato head referee (letteralmente capo arbitro). Viene identificato dal berretto bianco, mentre gli altri arbitri indossano un berretto nero. All'inizio di ogni azione, il referee si posiziona dietro l'attacco dalla parte destra (se il quarterback è destro). Egli ha tra l'altro il compito di contare i giocatori in campo.
RGabbreviazione usata per indicare la posizione di guardia destra (right guard).
Ricevitorevedi Wide receiver.
Ricevitore eleggibilevedi Eligible receiver.
Rosterl'insieme dei giocatori che formano una squadra.
Roughing the passerletteralmente entrare duramente su chi effettua il passaggio, azione in cui un difensore effettua un placcaggio particolarmente violento o in ritardo rispetto all'azione di passaggio. Comporta una punizione di 15 yards e, quindi, l'"automatic first down"
Roughing the kickerletteralmente entrare duramente su chi effettua il calcio, azione in cui un difensore effettua un placcaggio particolarmente violento sul kicker mentre effettua il punt o tenta il field goal; nel primo caso comporta un "automatic first down" e, per conseguenza, la squadra in attacco, anziché effettuare il punt, può ripartire da un first down e avere nuovamente 4 tentativi a disposizione; nel secondo caso la squadra in attacco può effettuare il tentativo di field goal 5 yards più vicino alla linea di touchdown.
RTabbreviazione usata per indicare la posizione di tackle destro (right tackle).
Runningback(anche running back). Abbreviato con RB negli schemi di gioco, è il giocatore offensivo che parte alle spalle del quarterback, poi tipicamente riceve la palla alla mano (handoff) oppure con un passaggio corto a due mani (pitch) e corre portando la palla, penetrando la difesa avversaria. Il termine identifica genericamente un gruppo di diversi ruoli specifici, tra cui i principali sono: l'halfback (HB; più piccolo e agile, adatto alle corse laterali), e il fullback (FB; più grosso e potente, adatto alle corse centrali attraverso le linee); con tailback (TB) s'intende, genericamente, un runningback posto alle spalle del quarterback. Ricapitolando i portatori di palla:
- fullback
- halfback
- tailback

Running into the kickerletteralmente correre addosso al calciatore, azione in cui un difensore si scaglia contro un kicker o un punter colpendolo dopo che questi ha già effettuato il calcio.

## S
Sackl'azione in cui un quarterback è placcato dietro la linea di scrimmage prima che possa effettuare un lancio o passare la palla alla mano.
Safety (ruolo)i difensori più arretrati nella squadra difensiva; si distinguono in due specializzazioni: il più robusto strong safety (SS) deve sorvegliare sia l'eventuale traccia del tight end quando questi si sgancia dalla linea ed agisce per ricevere il pallone, che le corse dei runningback per aiutare i linebacker, e il più agile free safety (FS) che segue le tracce profonde dei ricevitori per dare man forte ai cornerback raddoppiando la marcatura oppure coprendo gli attaccanti smarcati. Ricapitolando le posizioni:
- free safety
- strong safety

Safety (segnatura)azione di gioco in cui una squadra in possesso di palla non riesce a farla uscire legalmente dalla propria end zone (da non confondere con l'omonimo ruolo). Il safety vale 2 punti per la squadra che ha atterrato l'avversario nella propria end zone (o ha forzato l'azione dell'avversario in altri modi sanzionabili con tale tipo di segnatura), e chi l'ha subito deve oltretutto restituire il pallone con un calcio dalle proprie 20 yard. Nel football canadese, la squadra che ha segnato ha la facoltà di riprendere l'azione offensiva dalle proprie 35 yd, calciare dalle proprie 35 yd, oppure ritornare un kickoff calciato dagli avversari, dalle loro 25 yd. Nonostante il piccolo guadagno nel punteggio della partita, considerando che la squadra che lo segna torna spesso in possesso del pallone (a meno di una palla riconquistata dal team che ha calciato, con un onside kick o un fumble del kick returner), il safety ha spesso un forte impatto emotivo sulla partita, capace di invertire la cosiddetta inerzia.
Safety intenzionale (segnatura)un particolare caso di safety in cui, se la squadra che gioca in attacco ed è pressata dagli avversari nella propria end zone ha un vantaggio limitato nel punteggio della partita (di almeno 3 punti) e mancano poche decine di secondi alla fine dell'incontro, esegue volontariamente un safety per sprecare tempo. Tipicamente, è lo stesso quarterback a farsi carico di questo gesto volontario.
SBabbreviazione usata per indicare la posizione di slot back.
Screen Passè il passaggio a un split end che si trova al di qua della linea di scrimmage ed è protetto da una linea di blocchi
Scrimmageazione di gioco o partita giocata per allenamento o esibizione; ad esempio: nell'intervallo del terzo Superbowl italiano disputato nel 1983 a Genova, le formazioni di attacco e difesa della neonata società locale (gli Squali Genova) hanno disputato uno scrimmage per presentare la squadra al proprio pubblico.
Scrimmage (linea di)vedi Linea di scrimmage.
SEabbreviazione usata per indicare la posizione di split end.
Shotgunformazione d'attacco in cui il quarterback  si posiziona a 5 – 10 yard dalla linea di scrimmage e riceve uno snap lungo e al volo dal centro. Utilizzata di solito per dare al QB più tempo utile per il passaggio senza essere pressato dagli uomini della linea di difesa, in una situazione di gioco in cui la linea difensiva domina quella offensiva.
Sidelinetraducibile letteralmente con linea laterale, è la linea bianca che delimita il lato lungo del campo da gioco. Per estensione, con sideline s'intende anche lo spazio laterale lungo il campo di gioco, l'area nella quale stanno i giocatori non impegnati sul campo, il capo allenatore e parte del coaching staff, il personale medico e i professionisti dei media.
Slot backil ricevitore (wide receiver) che prima dell'inizio dell'azione si posiziona dietro la linea di scrimmage tra il ricevitore estremo (lo split end o il flanker) e l'offensive tackle (l'uomo di linea più esterno).
Slot receiveril ricevitore (wide receiver) che prima dell'inizio dell'azione si posiziona sulla linea di scrimmage tra il ricevitore estremo (lo split end o il flanker) e l'offensive tackle (l'uomo di linea più esterno).
Snapil gesto con cui il centro, l'uomo centrale della linea di attacco che tiene il pallone appoggiato a terra, fa partire l'azione di attacco consegnando il pallone nelle mani del quarterback il quale deciderà in base allo schema se lanciarlo o consegnarlo con un handoff ad un running back. Se la palla viene passata al QB al volo, con un passaggio di 5 – 10 yd, allora il gesto è detto anche shotgun (traducibile con fucilata).
Split endil ricevitore (wide receiver) che si posiziona sulla linea di scrimmage e all'estremità del proprio lato di gioco.
SRabbreviazione usata per indicare la posizione di slot receiver.
SSabbreviazione usata per indicare il ruolo di strong safety, uno dei due ruoli difensivi più arretrati (safety).
Super Bowlultima partita dei play-off, è la finale del campionato della National Football League, la lega professionistica statunitense di football americano, disputata dalle squadre vincitrici delle finali delle rispettive conference, la AFC e la NFC. Negli Stati Uniti viene considerato come l'incontro che assegna il titolo di campione del mondo di questo sport ed è, preso singolarmente, l'evento sportivo più importante dell'anno e l'evento che registra abitualmente gli ascolti televisivi più alti in assoluto. Si tiene solitamente nell'ultima domenica di gennaio o nella prima di febbraio.
Superbowl (italiano)è l'incontro che dal 1981 assegna il titolo di squadra Campione d'Italia di football americano. Si svolge tradizionalmente tra la fine del mese di giugno e la prima metà del mese di luglio e, a differenza di tutte le altre partite del campionato, si disputa in campo neutro. Il primo Superbowl italiano fu giocato il 4 luglio 1981 a Santa Margherita Ligure, al termine del campionato 1981 organizzato dall'AIFA, e fu vinto dai Rhinos Milano sui Frogs Legnano (allora stanziati a Gallarate) per 24-8; l'MVP dell'incontro fu giudicato Antonio Nori, runningback della squadra milanese.

## T
Tacklevedi Placcaggio.
Tackle footballespressione che identifica le versioni di football americano (football americano a 11, football a 9, football a 8 ... football canadese) in cui si usa il placcaggio fisico del giocatore che porta la palla.
Tailbackla posizione di un runningback che all'inizio dell'azione sta nel retro (traduzione letterale di tail) dell'attacco, tipicamente occupata da un halfback.
TBabbreviazione usata per indicare la posizione di tailback.
TDabbreviazione usata per indicare il touchdown.
TEabbreviazione usata per indicare il ruolo di tight end.
Tight endletteralmente estremo stretto (tipicamente in contrapposizione alla posizione split end nella quale si schiera un wide receiver), è il giocatore schierato a un lato della linea d'attacco ma è eleggibile per la ricezione del pallone. È un'arma tattica che può avere un impatto notevole sulla partita, e deve essere un giocatore duttile: molto fisico per bloccare i difensori avversari nei giochi di corsa, ma anche veloce e dalle mani buone per correre tracce e ricevere i passaggi del quarterback. A seconda dello schema d'attacco, vengono schierati da 1 a 3 tight end (più frequentemente, solo 1).
Touchdownla meta, realizzata quando un giocatore offensivo varca il piano immaginario perpendicolare che seca il campo nella goal line dopo una corsa (in questo caso è sufficiente che il pallone, e non l'intero corpo del portatore di palla, superi la linea di demarcazione dell'area di segnatura, detta end zone), oppure un giocatore offensivo ed eleggibile riceve la palla nella end zone avversaria dopo un'azione di passaggio e tocca il terreno di gioco con entrambi i piedi. Un touchdown assegna 6 punti e dà la possibilità di effettuare un'azione di conversione con un calcio (1 punto aggiuntivo, più frequente perché quasi sicuro) o alla mano (2 punti aggiuntivi, meno frequente perché più difficile, ma talvolta necessario per impattare o vincere la partita).
Tossè uno dei metodi con cui il quarterback può cedere la palla a un compagno e indica un passaggio effettuato a una mano per velocizzare l'azione. Viene solitamente usata per agevolare le corse esterne.
Tpcacronimo inglese di Two-point conversion, è usato nelle statistiche ufficiali della FIDAF e di altre federazioni e leghe professionistiche; vedi Trasformazione da due punti.
Trapsono delle trappole utilizzate nei giochi di corsa per ingannare la difesa avversaria; ad esempio si può far passare un uomo di linea e poi bloccarlo nel backfield in modo da aprire un buco per il RB.
Trasformazione da due puntidall'inglese two-point conversion (letteralmente conversione da due punti) è detta anche conversione alla mano. È l'azione con cui, dopo un touchdown, la squadra che ha appena segnato tenta di ottenere 2 punti aggiuntivi anziché il solo punto eseguibile con la conversione su calcio (extra point); consiste in un solo tentativo (down) per entrare nella end zone con una corsa od un passaggio, e l'azione parte dalla linea delle 2 iarde offensive.
Trick playgioco offensivo a sorpresa, per spiazzare la difesa avversaria; ad esempio, il QB lancia largo al runningback ma dietro la linea di scrimmage, e l'RB lancia al ricevitore sull'altro lato del campo, ribaltando il gioco.
Turnoverla perdita del possesso dovuta a un fumble recuperato dagli avversari o a un intercetto eseguito da un difensore.
Tush pushvariante della quarterback sneak in cui il portatore di palla viene spinto da due suoi compagni, mentre la linea offensiva spinge in avanti.
Two-minute warningtraducibile letteralmente con avviso dei due minuti, è un segnale dato dagli arbitri quando, al termine di un'azione, mancano due minuti o meno alla fine del secondo quarto di gioco, alla fine del tempo regolamentare (quarto quarto), e alla fine di un tempo supplementare. Tale avviso ha l'effetto di fermare il tempo effettivo di gioco ed è equivalente ad un time out chiamato dagli arbitri.
Two points conversionvedi Trasformazione da due punti.

## U
USFLsigla di United States Football League, una lega professionistica statunitense di football americano che nel corso di tre stagioni, disputate dal 1983 al 1985, cercò di contrastare il predominio della NFL, disputando il proprio calendario in primavera ed estate, quindi ingaggiando alcuni dei migliori talenti del football universitario, tra i quali i vincitori dell'Heisman Trophy Herschel Walker (RB), Mike Rozier (RB) e Doug Flutie (QB), e i futuri all-of-famer Steve Young (QB), Jim Kelly (QB) e Reggie White (DE). Per problemi economici causati dal divario tra il monte degli ingaggi e gli incassi, spesso magri, derivati dal pubblico pagante negli stadi e dai diritti televisivi, la lega cessò l'attività prima dell'inizio della quarta stagione che si sarebbe dovuta disputare in autunno e inverno, in diretta concorrenza con la NFL, dopo un celebre processo intentato alla lega avversaria per violazione della legge anti-trust, e vinto con il simbolico risarcimento di 1 dollaro.

## W
Wedgeformazione a "falange" di un certo numero di giocatori che funge da schermo di protezione per il portatore di palla che la segue.
Wedge bustergiocatori del kicking team incaricati di "rompere" la Wedge, ovverosia di far cadere o deviare i componenti del team avversario incaricati di proteggere il kick returner. Di solito i primi due/tre immediatamente a fianco del calciatore (kicker).
Wide receivertraducibile con ricevitore distante, è un giocatore eleggibile per la ricezione e lo specialista della ricezione dei passaggi nelle azioni di attacco. A seconda della posizione di partenza all'inizio dell'azione, può essere definito:
- split end
- flanker
- slot receiver
- slot back.

Wideoutsinonimo di Wide receiver.
WLAFsigla di World League of American Football, prima denominazione della lega professionistica di espansione poi cambiata in NFL Europa. Vedi NFL Europa.
WRabbreviazione usata per indicare il ruolo di wide receiver.

## X
XFLsigla di X Football League, è stata una lega professionistica statunitense di football americano attiva nel corso della sola stagione 2001. Nata da una joint venture tra la NBC e l'allora World Wrestling Federation (in seguito World Wrestling Entertainment/WWE), venne creata come una “lega a singola entità”, ovvero le varie squadre che componevano la lega non erano amministrate in maniera individuale, bensì da un'unica unità di business. Le regole della XFL erano differenti da quelle della NFL soprattutto per quanto riguarda i falli: la maggior parte delle azioni che in NFL costavano una qualche forma di punizione, in XFL non erano sanzionate, l'obiettivo palese era quello di rendere i match della XFL più crudi e in qualche modo più spettacolari ed attraenti il grande pubblico. Furono inoltre aggiunte telecamere e microfoni negli spogliatoi e nelle altre situazioni che normalmente sono riservate, un espediente che trasformava la lega in un reality show.

## Y
Yardin lingua italiana iarda (ma nella stampa specializzata viene usato più frequentemente il vocabolo inglese), è una unità di misura di lunghezza che non fa parte dello standard del Sistema Internazionale ma del Sistema imperiale britannico ed è tuttora utilizzata nei Paesi di cultura anglosassone, come il Regno Unito e gli Stati Uniti; una yard è pari a 0,9144 metri, e corrisponde a 3 piedi, ovvero 36 pollici. Il campo da gioco regolamentare è lungo 100 yard (91,44 m) più le 2 aree di meta di 10 yd ciascuna, per una lunghezza totale di 120 yd (109,73 m), e largo 53 1/3 yd (48,74 m); la lunghezza è scandita da una doppia serie di tacche nella parte centrale, chiamate hashmarks. Le misurazioni statistiche delle azioni di gioco, pertanto, sono espresse in yard.